# Couzon
Couzon è un comune francese di 317 abitanti situato nel dipartimento dell'Allier della regione dell'Alvernia-Rodano-Alpi.
Il territorio comunale è bagnato dalle acque del fiume Burge.

## Società

### Evoluzione demografica
Abitanti censiti